# راؤول غاريدو
راؤول غاريدو (بالإسبانية: Raúl Garrido)‏ (20 أكتوبر 1972 ببلنسية في إسبانيا - ) هو مدرب كرة قدم ولاعب كرة قدم إسباني في مركز الوسط. لعب مع خيمناستيك طركونة وريال مورسيا ونادي لاردة وHuracán Valencia CF ‏ ونادي أندورا لكرة القدم وBenidorm CF ‏ وUD Ibiza-Eivissa ‏.

## وصلات خارجية
- راؤول غاريدو على موقع قاعدة بيانات كرة القدم.إي يو (الإنجليزية)